# Dolny Taras (Gdańsk)

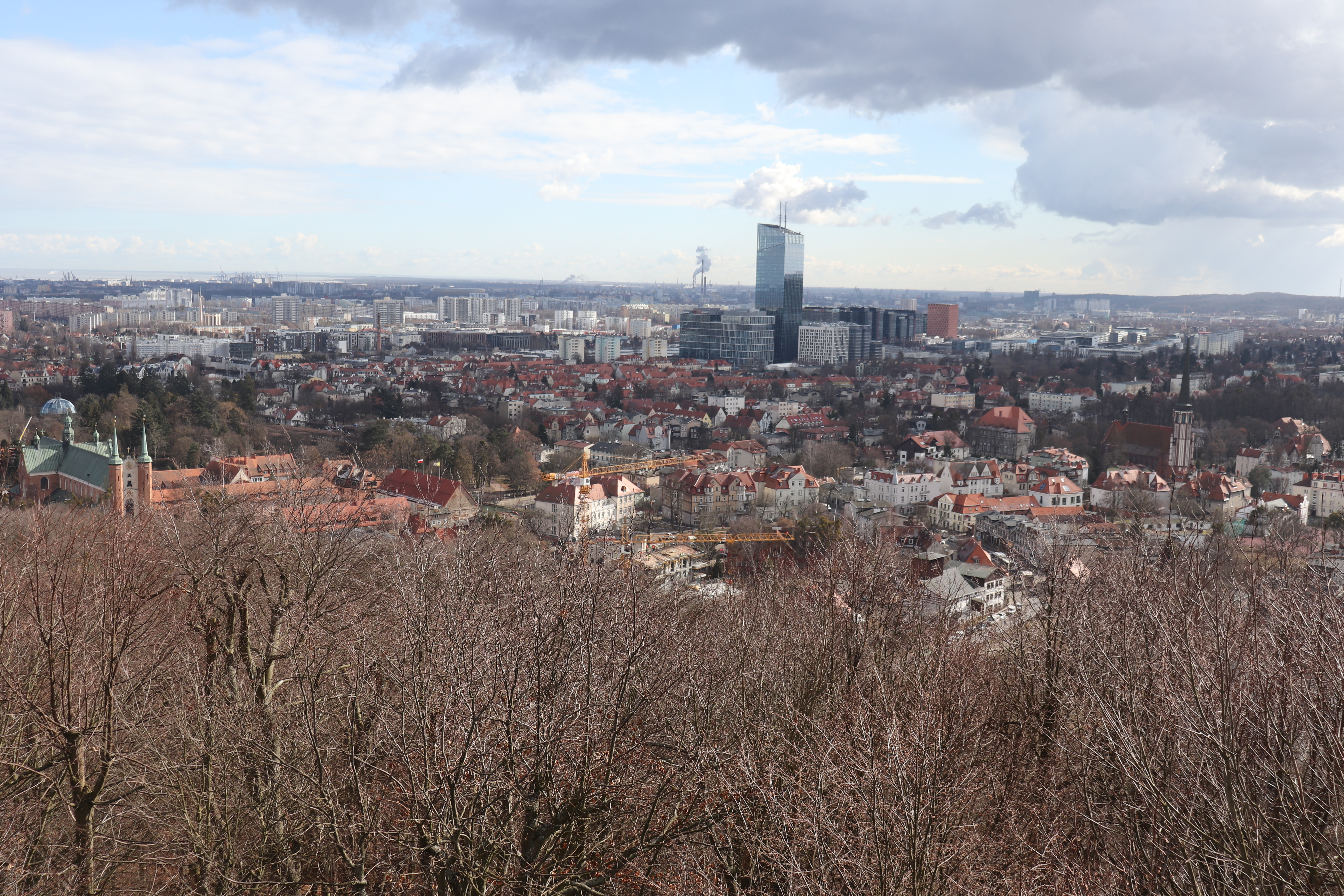
Widok na Dolny Taras ze Wzgórza Pachołek

Dolny Taras – określenie dzielnic Gdańska położonych w nizinnej części miasta, w odróżnieniu od dzielnic położonych na wyżynach (tzw. Górny Taras).
Określenie używane jest zarówno potocznie, jak i w dokumentach planistycznych miasta.

## Warunki geograficzne
Gdańsk jest położony na obszarze czterech mezoregionów. Zachodnia, wyżynna część miasta leży na Pojezierzu Kaszubskim, a wschodnia, nizinna część miasta położona jest na Pobrzeżu Kaszubskim, Mierzei Wiślanej i Żuławach Wiślanych. To właśnie na obszarze tych trzech mezoregionów położony jest Dolny Taras. Pomiędzy Pojezierzem Kaszubskim, a nizinami biegnie strefa krawędziowa ze stromymi skarpami, w której różnice wysokości względnej sięgają do 100 m.

## Ludność
W 2015 r. Dolny Taras zamieszkiwało 71% populacji Gdańska, licząc według kryterium miejsca zameldowania. Średnia wieku populacji Dolnego Tarasu zwiększa się i jest wyższa, niż średnia wieku Górnego Tarasu. Od co najmniej 2000 r. obserwuje się migrację wewnętrzną ludności z Dolnego Tarasu na Górny Taras. Jednocześnie zaplecze komunalne i usług publicznych miasta jest najbardziej rozwinięte na Dolnym Tarasie, a w związku z migracjami nawet przeskalowane w stosunku do liczby mieszkańców.

## Znaczenie
Dolny Taras Gdańska jest najbardziej rozwiniętą częścią miasta. Znajdują się tutaj instytucje o znaczeniu ponadregionalnym (Śródmieście). Ponadto obszar ten jest najlepiej skomunikowany w mieście (Szybka Kolej Miejska, Dworzec Główny, dworzec autobusowy itd.).

## Dzielnice
Wg SUiKZP miasta Gdańsk:
- Śródmieście
- Aniołki
- Wrzeszcz Dolny
- Strzyża
- Oliwa (częściowo)
- Młyniska
- Zaspa-Rozstaje, Zaspa-Młyniec
- Przymorze Małe, Przymorze Wielkie
- Żabianka-Wejhera-Jelitkowo-Tysiąclecia
- Letnica
- Nowy Port
- Brzeźno
- Przeróbka
- Stogi
- Krakowiec-Górki Zachodnie
- Orunia-Św. Wojciech-Lipce
- Olszynka
- Wyspa Sobieszewska